# Rue Juliette-Récamier
Rue Juliette-Récamier är en återvändsgata i Quartier Saint-Thomas-d'Aquin i Paris sjunde arrondissement. Gatan är uppkallad efter den franska salongsvärdinnan Juliette Récamier (1777–1849). Rue Juliette-Récamier börjar vid Rue de Sèvres 12 och slutar vid Square Roger-Stéphane.

## Omgivningar
- Chapelle de l'Épiphanie
- Square Boucicaut
- Square Roger-Stéphane
- Rue de Narbonne

## Bilder
| - Juliette Récamier. - Gatuskylt. - Chapelle de l'Épiphanie. - Square Roger-Stéphane. |

## Kommunikationer
- Tunnelbana – linjerna   – Sèvres – Babylone
- Tunnelbana – linje  – Saint-Sulpice
- Busshållplats Sèvres – Babylone – Paris bussnät

### Webbkällor
- ”Rue Juliette-Récamier”. Mairie de Paris. https://web.archive.org/web/20150910071302/http://www.v2asp.paris.fr/commun/v2asp/v2/nomenclature_voies/Voieactu/8078.nom.htm. Läst 30 oktober 2023.
- ”Rue Juliette-Récamier (7ème arrondissement)”. Les rues de Paris. https://web.archive.org/web/20170508204020/http://www.parisrues.com/rues07/paris-07-rue-recamier.html. Läst 30 oktober 2023.